# Românești, Iași
Românești este satul de reședință al comunei cu același nume din județul Iași, Moldova, România.